# Hycklinge kyrka

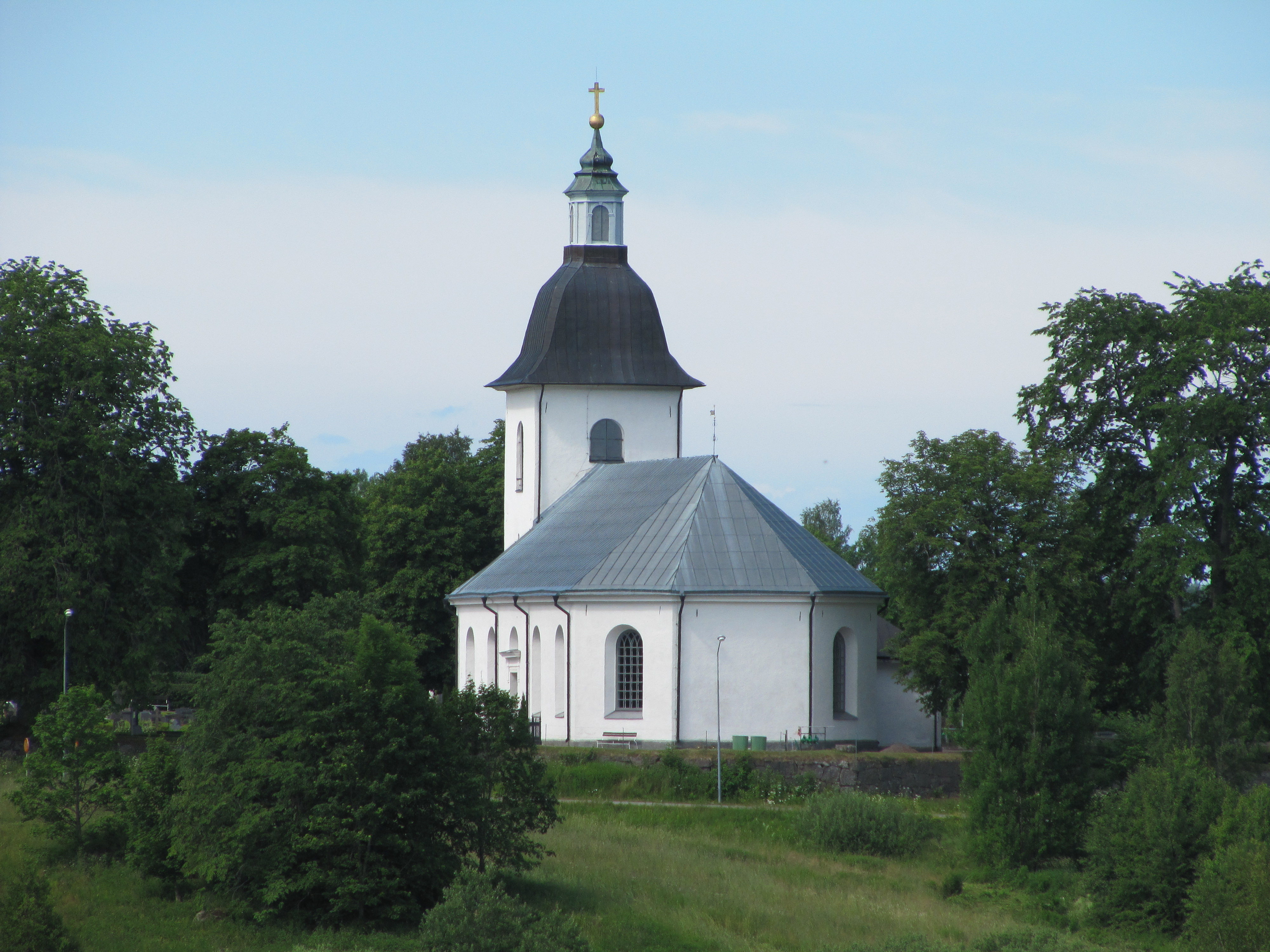
Kyrkan på avstånd

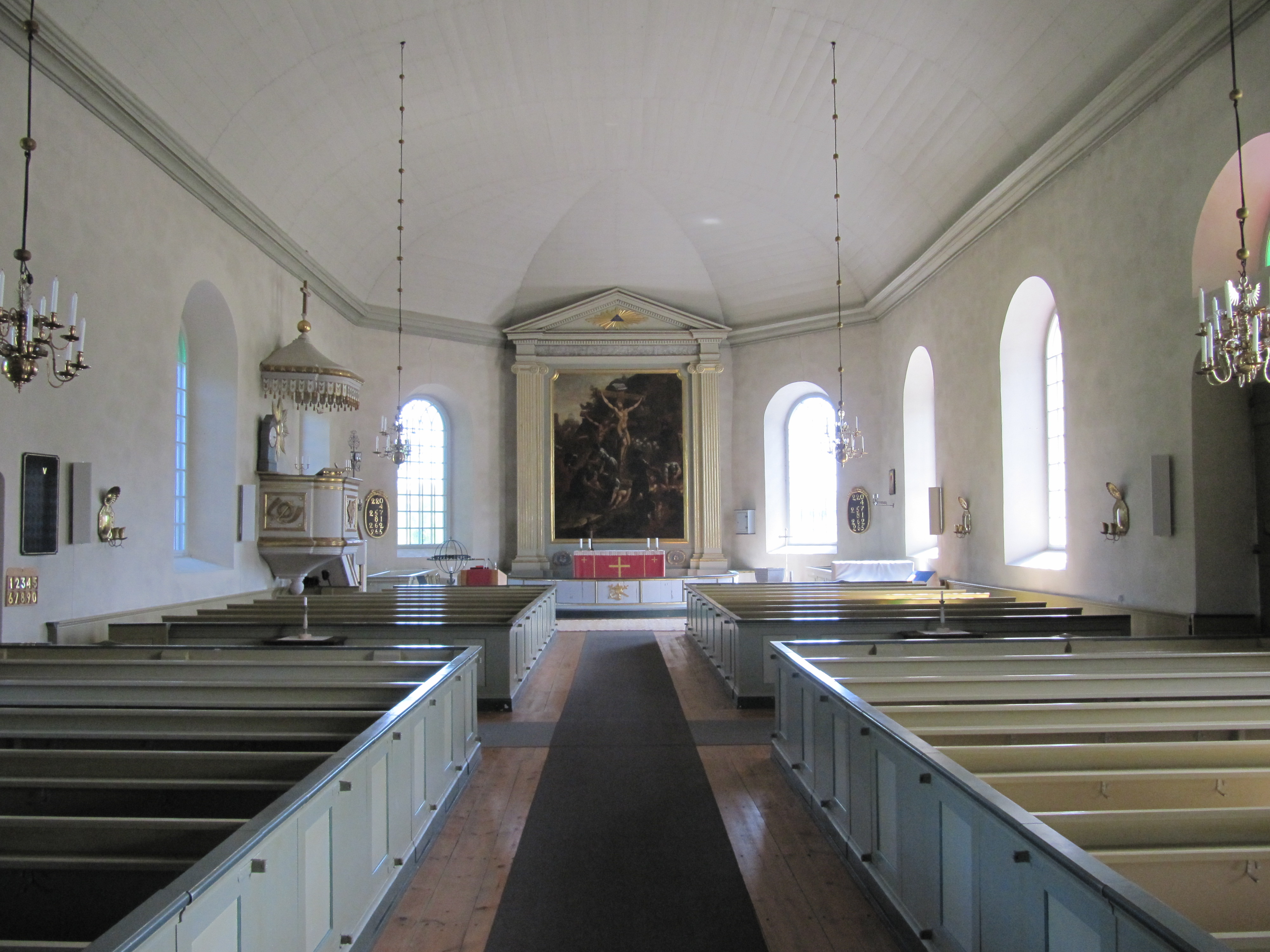
Kyrkorum

Hycklinge kyrka är en kyrkobyggnad i Hycklinge, Hycklinge socken och församling, Östergötland. Den ligger ½ mil nordöst om Horn och tillhör Linköpings stift. På kyrkbacken väster om kyrkan ligger en före detta skola från 1860-talet som fram till 2013 användes som församlingshem. Byggnaden är nu bostad. Norr om kyrkan ligger en före detta prästgård. Några hundra meter norr om kyrkplatsen ligger sjön Åsunden.

## Kyrkobyggnaden
Hycklinge kyrka är uppförd i nyklassicistisk stil med ett tresidigt kor i öster, medan tornet i väster utvisar något äldre stildrag. Sakristian har sin plats mitt på norra långhusmuren.
Kyrkan är en salkyrka med grålaserat trätunnvalv och stora rundbågiga fönster. Dess inre domineras av Pehr Hörbergs altartavla mellan två pilastrar med joniska kapitäl. Predikstolen hänger på norrväggen invid koret och på motsatta sidan står kyrkans dopfunt. I väster, på läktarbröstningen, tre medaljonger målade av Pehr Hörberg och uppe på läktaren en piporgel från Robert Gustavssons orgelbyggeri i Härnösand, där fasaden utformats som en kopia av Pehr Schiörlins gamla fasad från 1810. (Schiörlinorgeln finns numera på Historiska museet i Stockholm.)

## Historik
Redan i slutet av 1100-talet eller i varje fall i början av 1200-talet torde det ha funnits en kyrkobyggnad i Hycklinge. Det kan man sluta sig till av en medeltida cuppa som återfanns under 1900-talet. Den tillhör en dopfunt från romansk tid.
Den första stenkyrkan, uppförd av grov gråsten, saknade torn och var relativt liten. Kyrkklockorna hängde i en trästapel strax utanför kyrkogården. Innertaket av trä var försett med målningar och det fanns en liten läktare. På altartavlan, som var från "påvetiden", visas, enligt Carl Fredric Broocman, "Frälsaren på korßet, som Konung David håller fram för sig, och ses 2 krönta bilder samt evangelisternas bilder å sidorna stälde". Frågan är dock om det inte var Gud Fader som höll korset. (Gunnar Lindqvists anmärkning.)
År 1692, fortsätter Broocman, uppsattes en predikstol, ett "Snickare-Arbete med röd målning och Frälsarens samt Johannis och Petri bilder, [och den] är något förgyld". Han har också sett takmålningarna: "Under taket är Kyrkan utzirad med några Bibliska Historier, och beprydd med några Adeliga Hufwud-Baner. 
År 1754 utbyttes 1662 års predikstol mot en annan inköpt från Oppeby kyrka.
Emellertid började Hycklinge kyrka bli för trång – den var endast 29 alnar lång och 14 och en halv aln bred inom murarna - och 1764 beslöt man att den skulle utvidgas åt öster och förses med torn och ny sakristia. Dessa planer lades tills vidare dock på is. År 1775 levererade Olof Tempelman vid Öfverintendentsämbetet emellertid ett förslag till ny kyrka i rokokostil med rundbågiga fönster och valmat sadeltak, där långhuset i öster avslutas med ett tresidigt absidkor och tornet har en kraftig karnissvängd hjälmhuv, krönt av en liten öppen lanternin med lökformad huv av Carl Hårlemans typ. Den gamla kyrkan revs 1778, bygget påbörjades och efter fyra år uppfördes också tornet.
Denna kyrka blev dock inte långlivad. Man hade lagt grundmurarna direkt på marken och efter några få år rämnade väggarna. Efter tretton år måste kyrkan rivas – endast tornet gick att behålla.
Ett nytt förslag upprättas vid Öfverintendentsämbetet av Per Wilhelm Palmroth (1741–1825). Nu visar det sig att den nyklassicistiska stilen brutit igenom. Kyrkan har getts en stramare utformning med symmetrisk plan, en portal mitt på sydväggen och sakristian mitt på norra långhusmuren. Enligt förslaget skulle även tornhuvens karnisform ändras till en lanternin med triumfbågsprofil, men så skedde ej. År 1792 blev den nya kyrkan klar.
År 1885 utfördes en omfattande renovering, varvid tornets träspåntak utbyttes mot koppartak och långhusets tegeltak mot plåttak. Invändigt gjordes ommålningar. Vid en restaurering 1926 återställdes den gamla färgskalan och 1939 fick kyrkan ny värmeledning. År 1961 utfördes en renovering under ledning av Kurt von Schmalensee då ny bänkinredning med sidogångar sattes in. Under läktaren inreddes brudkammare och kapprum.

## Inventarier
- Cuppa i sandsten till dopfunt från 1100-talets senare del. Den är utsmyckad i relief bestående av rundbågar med pärlstavar, vilka innesluter palmetter. Den är stilmässigt besläktad med alster av stenmästaren Bestiarius.
- Altartavla med motiv ”Korsfästelsen” målad av Pehr Hörberg, skänkt 1794 av ryttmästaren friherre Svante Duvall, Kristineberg och kapten Axel Isak Gyllenhammar med hustru Eva Elisabeth Kraft, Gröninge. Som bifigur finns ett självporträtt av Pehr Hörberg.
- Kungaporträtt på orgelläktaren, Adolf Fredrik, Gustav III och Gustav IV Adolf, målade av Pehr Hörberg.
- Predikstol tillverkad av en snickare i Hycklinge strax före år 1850.
- Nattvardskalk av silver, där foten och skaftet är från 1400-talet medan cuppan ersattes med en större 1779 av Samuel Presser, Linköping, bekostat av Olof Elfson och Elin Hansadåter.
- Paten av silver från 1400-talet med graverat korslamm.
- Rökelsekar i kopparlegering från 1400-talet med genombrutna och ciselerade ornament.
- Gravsten över riddaren Bootolf Jonsson († 1333).
- Storklockan, omgjuten 1901 av Johan A. Beckman & Co, Stockholm.
- Lillklockan, gjuten 1814 av Joh. Jac. Granberg, Norrköping.

## Orglar
- 1810 Pehr Schiörlin, Linköping, bygger ett orgelpositiv med 12 orgelstämmor. Svarta undertangenter. Nästan alla fasadpipor är ljudande.

Disposition schiörlinorgeln:
- 1928 Olof Hammarberg, Göteborg, bygger en tvåmanualig, 16-stämmig piporgel med pneumatisk traktur och registratur.

Disposition hammarbergsorgeln:
| Manual I            | Manual II       | Pedal             | Koppel   |  |
| Borduna 16'         | Basetthorn 8'   | Subbas 16'        | II/I     |  |
| Principal 8'        | Salicional 8'   | Violoncell 8'     | 16' II/I |  |
| Gamba 8'            | Voix céleste 8' | Gemshorn 4'       | 4' I/I   |  |
| Flûte harmonique 8' | Rörflöjt 8'     |                   | I/P      |  |
| Dolce 8'            | Eolin 4'        |                   | II/P     |  |
| Oktava 4'           | Fjärrflöjt 2'   |                   |          |  |
| Trumpet 8'          |                 | Aut. pedalväxling |          |  |

- 1930 schiörlinorgeln skänks till Nordiska museet, Stockholm, som 1947 i sin tur överlåter den till Statens historiska museum, Stockholm.

- 1974: Schiörlinfasaden skänks till Historiska museet.
- 1975: Robert Gustavssons orgelbyggeri, Härnösand, bygger ny mekanisk läktarorgel bakom en replik av Pehr Schiörlins fasad.

Disposition:
| Huvudverk       | Svällverk         | Pedal         | Koppel |  |
| Principal 8', D | Gedackt 8'        | Subbas 16'    | I/P    |  |
| Öppen flöjt 8'  | Quintadena 8'     | Gedacktbas 8' | II/P   |  |
| Principal 4'    | Gedacktflöjt 4'   | Octava 4'     | II/I   |  |
| Flagflöjt 4'    | Gamba 4'          |               |        |  |
| Quinta 2 2/3'   | Spetsflöjt 2'     |               |        |  |
| Octava 2'       | Scharf II chor.   |               |        |  |
| Mixtur IV chor. | Dulcian 8', B     |               |        |  |
| Trumpet 8'      | Vox Humana 8', D  |               |        |  |
|                 | Crescendosvällare | Cymbelstjärna |        |  |

## Bildgalleri

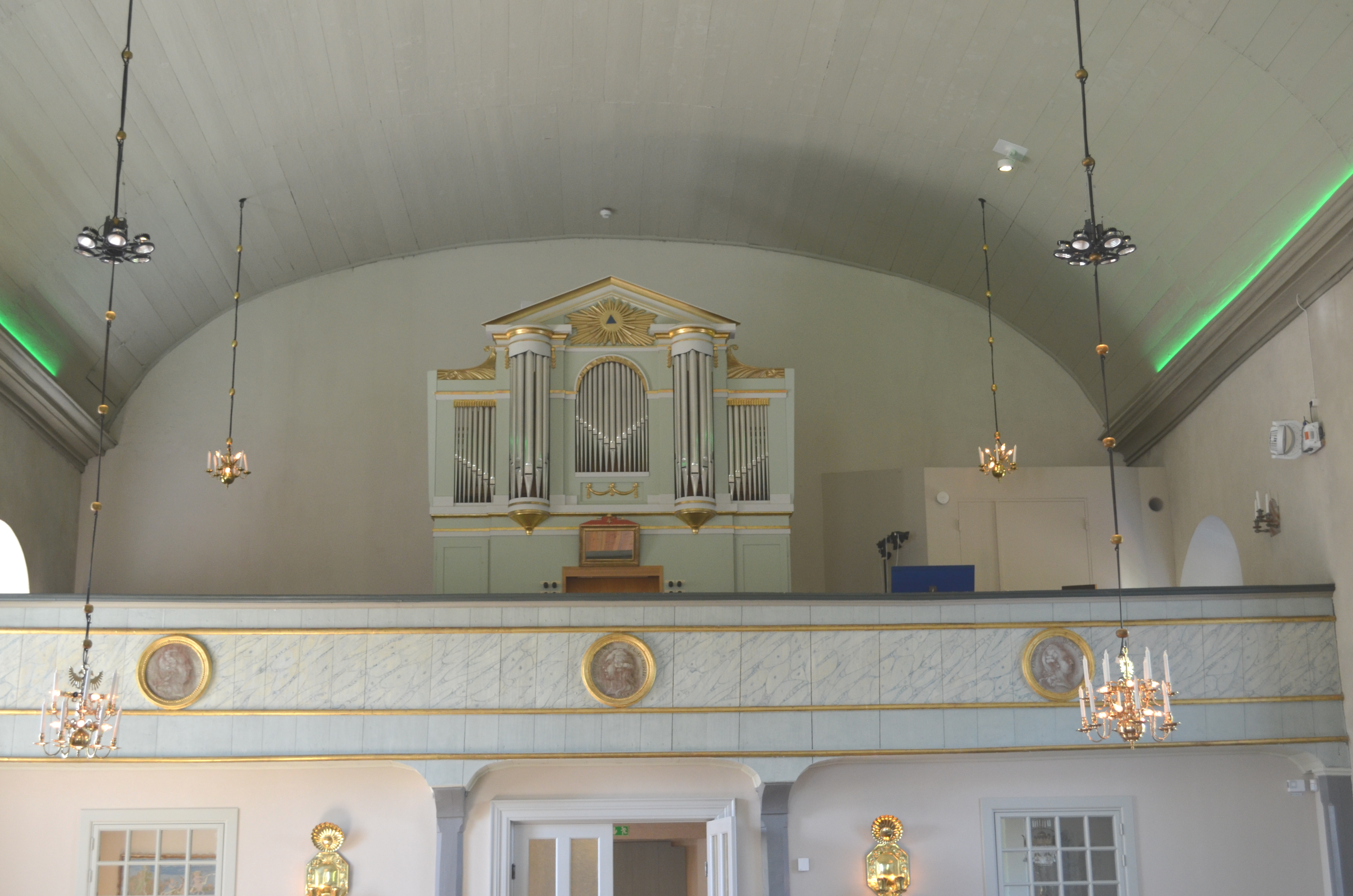
Hycklinge kyrkas orgelläktare
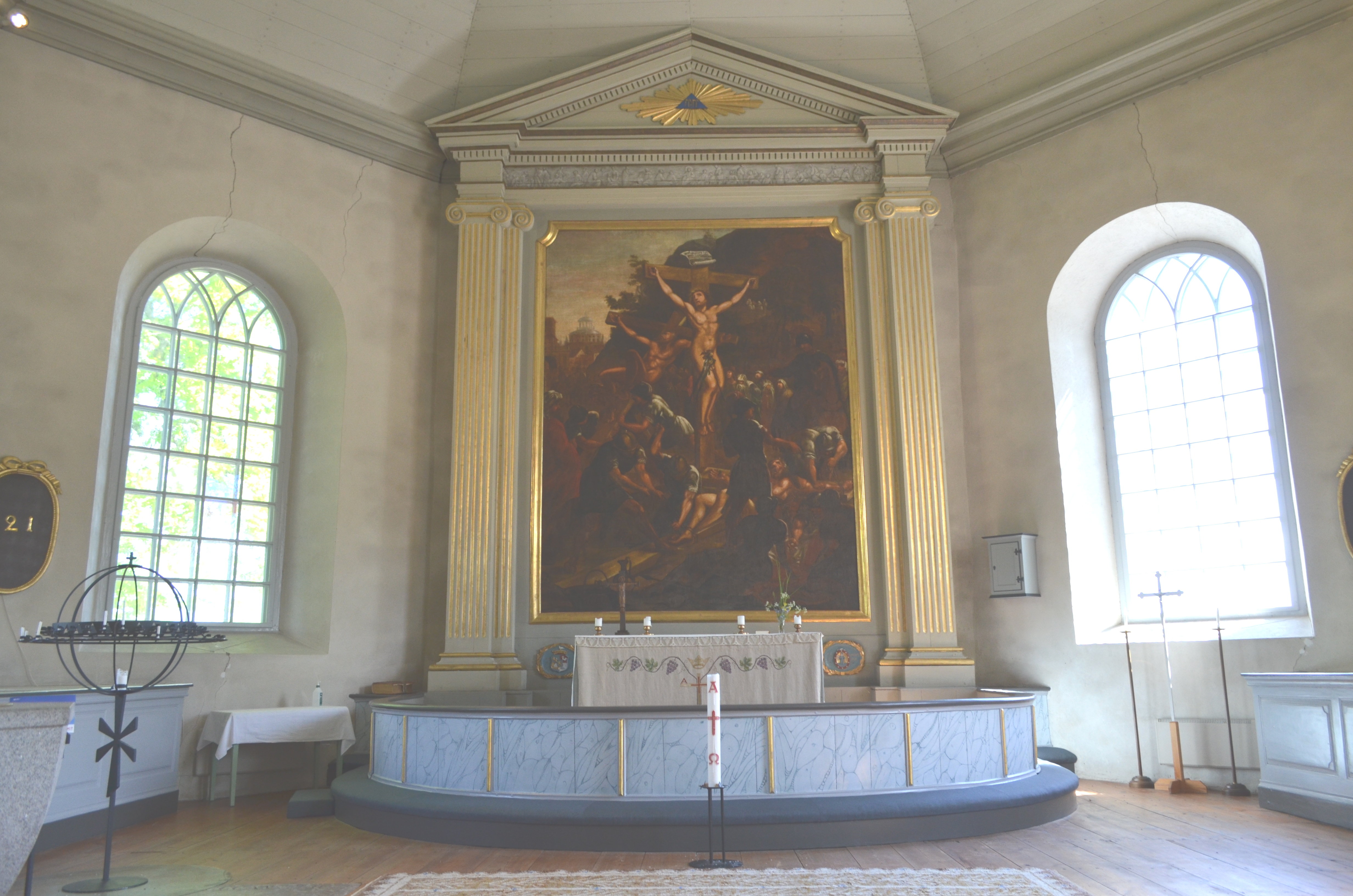
Hycklinge kyrkas altare
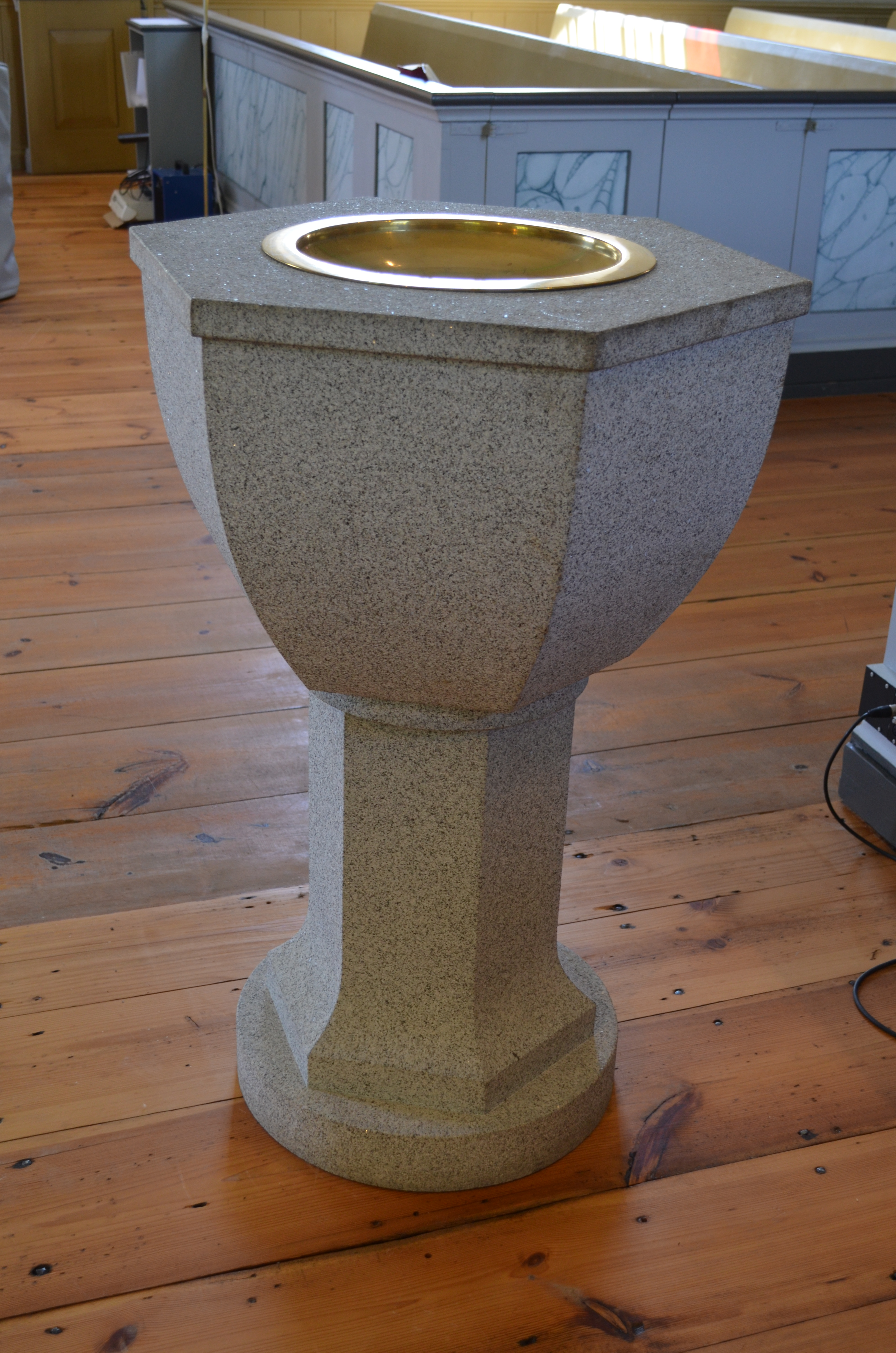
Hycklinge kyrkas dopfunt
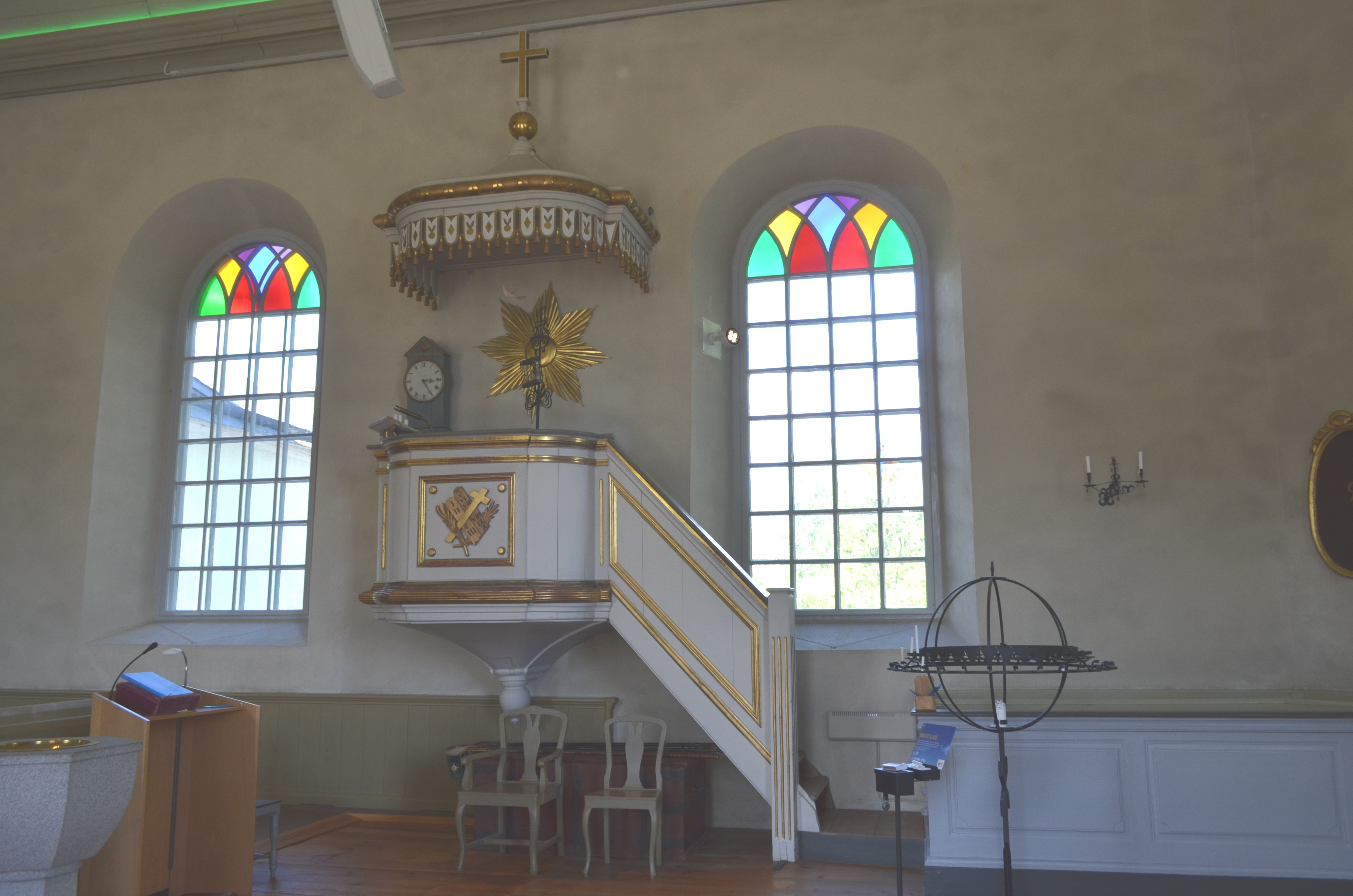
Hycklinge kyrkas predikstol